# Rebol
REBOL (Relative Expression Based Object Language; REB-ol) és un llenguatge d'intercanvi de dades multiplataforma i un llenguatge de programació dinàmic multiparadigma dissenyat per Carl Sassenrath per a comunicacions de xarxa i computació distribuïda. Introdueix el concepte de dialectes: llenguatges petits, optimitzats i específics del domini per a codi i dades, que també és la propietat més notable del llenguatge segons el seu dissenyador Carl Sassenrath:
| «                  | Tot i que es pot utilitzar per programar, escriure funcions i realitzar processos, el seu major punt fort és la capacitat de crear fàcilment llenguatges o dialectes específics del domini. | » |
| — Carl Sassenrath, | |   |

Originalment, el llenguatge i la seva implementació oficial eren de codi propi i tancat, desenvolupats per REBOL Technologies. Després d'una discussió amb Lawrence Rosen, l'intèrpret de Rebol versió 3 es va publicar sota la llicència Apache 2.0 el 12 de desembre de 2012. Les versions anteriors només estan disponibles en format binari i no hi ha previst el llançament del codi font.
Rebol s'ha utilitzat per programar aplicacions d'Internet (tant del costat del client com del servidor ), aplicacions de bases de dades, utilitats i aplicacions multimèdia.
És una eina de text per fer programes d'ordinador especialment indicada per tasques complexes on es puguin aprofitar les seves capacitats natives per funcionar a internet, en un o diversos ordinadors a l'hora, crear i gestionar dialectes, ser generatiu, treballar amb molts tipus de dades (uns 40) de forma transparent i senzilla i en definitiva fer els programes tan curts i intel·libigles com sigui possible. Es recomana molt i es fa servir poc.
El seu autor és el conegut científic Carl Sassenrath, resident a California (USA) i que anteriorment ja va programar gran part de l'AmigaDOS. Totes dues obres són una referència en qualitat de programari.